# Iwan Dyczko
Iwan Fiodorowicz Dyczko (ur. 11 sierpnia 1990 w Rudnym) – kazachstański amatorski bokser, mistrz Azji (2013), medalista igrzysk azjatyckich, mistrzostw świata oraz igrzysk olimpijskich w wadze superciężkiej.

## Kariera
W 2008 roku Dyczko został młodzieżowym wicemistrzem świata w wadze ciężkiej (91 kg). W następnym roku, już jako senior, przeszedł do wagi superciężkiej (+91 kg). Trzy razy z rzędu zdobył w niej mistrzostwo kraju (2009-2011).
W 2009 roku wystąpił na mistrzostwach Azji w Zhuhai. Z turnieju odpadł w ćwierćfinale, przegrawszy zdecydowanie na punkty z wicemistrzem olimpijskim, Zhangiem Zhileiem (0:9). Bez sukcesu powrócił również z mistrzostw świata w Mediolanie (porażka w 1/8 finału). Rok później podczas igrzysk azjatyckich doszedł do finału, w którym ponownie zmierzył się z Zhileiem. Walka była wyrównana, jednak również i tym razem Zhilei wyszedł z niej zwycięsko (5:7).
Chińczyka udało mu się w końcu pokonać w 2011 roku w Baku, w 1/8 finału mistrzostw świata. Następnie wyeliminował w ćwierćfinale młodzieżowego mistrza świata Filipa Hrgovicia, aby przegrać w walce o finał z późniejszym złotym medalistą Məhəmmədrəsulem Məcidovem.
W 2012 w swoim olimpijskim debiucie dotarł do półfinałów, pokonując zdecydowanie na punkty Niemca Erika Pfeifera i Kanadyjczyka Simona Keana. W walce o finał Dyczko przegrał z reprezentantem gospodarzy Anthonym Joshuą (11:13) i zdobył brązowy medal.
Kolejne udane występy kazachstański bokser zanotował w 2013, gdy najpierw w maju w Ammanie został mistrzem Azji, a potem w październiku, podczas odbywającego się w Ałmaty czempionatu globu, został wicemistrzem świata, przegrywając jedynie z obrońcą tytułu, Məhəmmədrəsulem Məcidovem.
W 2016 ponownie wystąpił na igrzyskach olimpijskich i ponownie zdobył brązowy medal (w półfinale przegrał z Brytyjczykiem Joem Joyce’em).